# Crepidium oculatum
Crepidium oculatum är en orkidéart som först beskrevs av Heinrich Gustav Reichenbach, och fick sitt nu gällande namn av Dariusz Lucjan Szlachetko. Crepidium oculatum ingår i släktet Crepidium, och familjen orkidéer. Inga underarter finns listade i Catalogue of Life.